# St. Martin (Kleinkamsdorf)

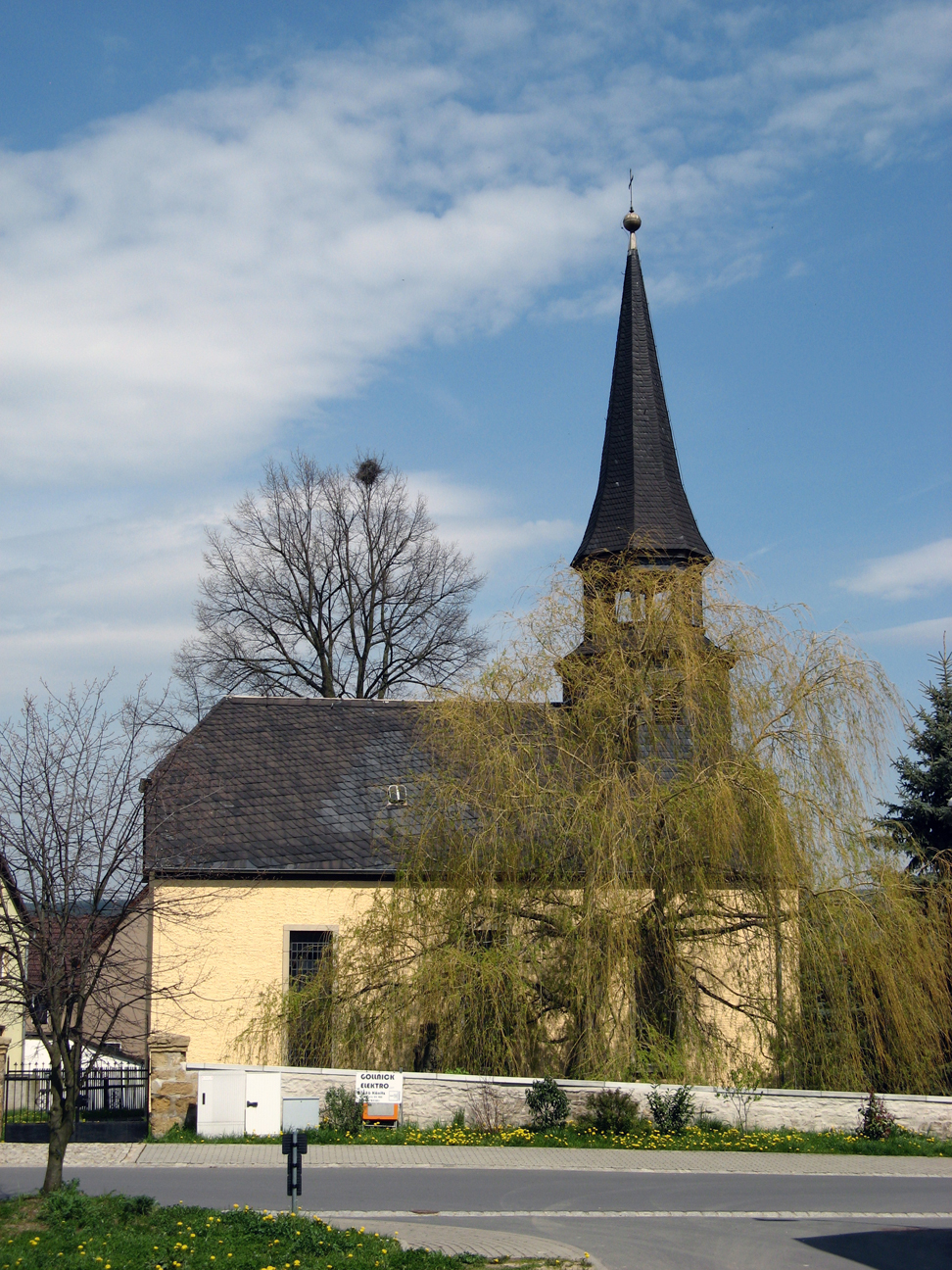
St. Martin (2008)

Die evangelische Dorfkirche St. Martin steht im Ortsteil Kleinkamsdorf von Kamsdorf der Gemeinde Unterwellenborn im Landkreis Saalfeld-Rudolstadt in Thüringen.

## Geschichte
Die 1816 erbaute Kirche steht wahrscheinlich an der Stelle eines ehemaligen Kirchenbaus aus dem 12. Jahrhundert. Diese besaß keinen Namen eines Patrons, aus diesem Grund wurde die jetzige Kirche am 25. Juni 2006 nach Martin von Tours als Martinskirche benannt.

## Beschreibung
Diese Dorfkirche wurde mit Mansarddach und einem gewöhnlichen Zwiebelhaubenturm gebaut. Im rechten Kirchenraum befindet sich ein Altar mit Kanzel.
Der Kirchturm samt Altar wurde am 12. Mai 1939 von einem Kugelblitz völlig zerstört und erst nach dem Zweiten Weltkrieg in einfacher Kegelform als Spitzhaubenturm aufgebaut. Ein einfacher Altar und eine Kanzel aus Eichenholz kamen hinzu.
Ein Harmonium steht an der Stelle der Orgel. Am 10. Oktober 1953 fand die feierliche Wiedereinweihung statt.
Im Turm befindet sich eine Glocke aus dem Jahr 1781 von der Gießerei Johann Mayer aus Rudolstadt.
1980/81 wurden die Räume und 2004 die Fassade neu angestrichen.